# Amazona arausiaca
Amazona de pescoço-vermelho (Amazona arausiaca), também conhecida como papagaio-de-colar-vermelho papagaio-de-pescoço-vermelho, amazona dominicana de cara-azul, amazona dominicana menor, e papagaio jaco ou jaco, é um papagaio amazônico endêmico da Dominica.
É verde, com salpicos brilhantes de várias cores. Seu nome se deve à área de plumagem vermelha comumente encontrada em sua garganta.
A hipotética amazona da Martinica (Amazona martinicana), conhecida apenas por descrições antigas, parecia bastante semelhante e pode ter sido uma espécie relacionada (ou mesmo a mesma). Dizia-se que ocorreu na Martinica, a próxima grande ilha ao sul de Dominica.

## Descrição
A amazona de pescoço vermelho recebe esse nome por causa de suas penas laranja e avermelhadas encontradas na parte inferior da garganta.
O pássaro às vezes também tem penas azuis na testa, ao redor dos olhos e na cabeça. Embora as penas azuis estejam prestes a murchar em penas cinzas na parte superior do peito. O resto de seu corpo é coberto por profundas penas verde-garrafa e uma larga faixa de cor amarela desce até a ponta de sua cauda. O bico e os pés são cinza. Essas aves medem em média cerca de 40 cm de comprimento e podem pesar entre 550 e 650 gramas

## Habitat
A amazona de pescoço vermelho é encontrada apenas na ilha caribenha de Dominica. Ele vive nas florestas montanas e sub-montanas de Morne Diablotins e nas Reservas Florestais do Norte e Central e nas Terras Estaduais isoladas que estão acima de 1.500 pés de altitude.
Esta espécie também vive em altitudes subordinadas em regiões agrícolas e florestas periféricas até as costas noroeste e nordeste. Os Jacos comem principalmente flores, brotos, sementes e frutos das árvores e plantas da floresta tropical, frutas cítricas e culturas pastoris.
Com uma população de menos de 400 aves, este lindo papagaio está muito ameaçado devido à destruição de seu habitat e à caça.

## Organização social
A espécie é altamente social e voa em grupos de 30 ou mais durante a estação não reprodutiva. Extremamente territorial durante a nidificação, a reprodução se inicia de janeiro a março, com a emplumação de maio a julho.
Os pares de amazonas de pescoço vermelho são leais um ao outro e tendem a permanecer no mesmo local de nidificação por muitos anos. Além dos cantos matinais e vespertinos, essas aves são bastante silenciosas e difíceis de detectar na natureza porque estão bem camufladas por sua penugem. Eles são pássaros escaladores hábeis e tendem a migrar sazonalmente, provisórios de suprimentos de comida.

## Chamada
As amazonas de pescoço vermelho são mais vigorosas e animadas no início da manhã, do amanhecer até por volta das 10 hpras, e novamente no final da tarde, por volta das 16 horas. Durante esses períodos, eles são mais comunicativos. O grito da amazona de pescoço vermelho é áspero com um guincho agudo e geralmente usa notas de duas sílabas.

## Ameaças
O número de papagaios-de-pescoço-vermelho vem diminuindo ao longo do século 20, principalmente como consequência da caça para alimentação e, em menor grau, do comércio de animais de estimação e, mais recentemente, do desmatamento de florestas para agricultura.
Felizmente, a caça e o comércio ilegal não representam mais uma ameaça séria, e esta ave flutuante teve uma recuperação notável, tanto na extensão de alcance quanto no tamanho geral da população, depois que seu tamanho populacional diminuiu para um mínimo histórico de apenas 150 indivíduos em 1980.
Através de ações de conservação substanciais, esta espécie se recuperou para um número muito mais saudável de 750 a 800 aves (estimativas populacionais de 2003).  Devido a isso, a espécie parece ter sobrevivido com sucesso ao furacão Maria em 2017, que devastou toda a Dominica; todos os pássaros cativos estavam seguros após o furacão, e vários pássaros selvagens também foram avistados voando ao redor da ilha.